# Флаг Ямайки
Флаг Ямайки был принят 6 августа 1962 года, в День независимости от Великобритании. Флаг выглядит как золотой косой крест с чёрными горизонтальными и зелёными вертикальными секторами. Чёрный цвет означает население Ямайки, его силу и творческую одаренность. Золотой олицетворяет солнечный свет и богатство природными ресурсами. Зелёный представляет надежду в будущее и сельскохозяйственное разнообразие.
Флаг выбирался на народном соревновании. Сначала придумали флаг с горизонтальными полосами, но, чтобы он не был похож на флаг Танганьики, выбрали вариант с косым крестом, традиционным для Содружества наций. Чёрный, зелёный и золотой — панафриканские цвета.
Ямайский морской флаг представляет собой красный крест на белом фоне, где вместо левого верхнего сектора ямайский флаг.
После безрезультатных выборов 2005 года в Германии флаг Ямайки часто появлялся в немецких СМИ в качестве иллюстрации возможной коалиции между тремя партиями, цвета которых соответствуют цветам флага Ямайки: ХДС/ХСС (консерваторы, чёрный цвет), СвДП (либералы, жёлтый) и Зелёных. Такая коалиция получила название «Ямайская коалиция». 11 октября 2009 года такая коалиция была, наконец, сформирована в федеральной земле Саар.
Флаг Ямайки является единственным в мире флагом признанного государства, на котором нет ни красного, ни синего, ни белого цветов.

## Другие флаги

Флаг колонии Ямайка 1875 — 1906
Флаг колонии Ямайка 1906 — 8 апреля 1957
Флаг колонии Ямайка 8 апреля 1957 — 13 июля 1962
Флаг колонии Ямайка 13 июля 1962 — 6 августа 1962
Флаг губернатора колонии Ямайка 1875 — 1906
Флаг губернатора колонии Ямайка 1906 — 8 апреля 1957
Флаг губернатора колонии Ямайка 8 апреля 1957 — 6 августа 1962
Флаг губернатора колонии Ямайка 6 августа 1962 — 6 августа 1962
Флаг Генерал-губернатора Ямайки 6 августа 1962 →
Штандарт премьер-министра Ямайки 6 августа 1962 →
Штандарт королевы Великобритании Елизаветы II 6 августа 1962 → 2022
Один из проектов флага Ямайки